# Martin-Baker Mk.1
Martin-Baker Mk.1 (MB-1) – pierwszy seryjnie produkowany fotel wyrzucany brytyjskiej firmy Martin-Baker, opracowany pod koniec lat 40. XX w.

## Historia

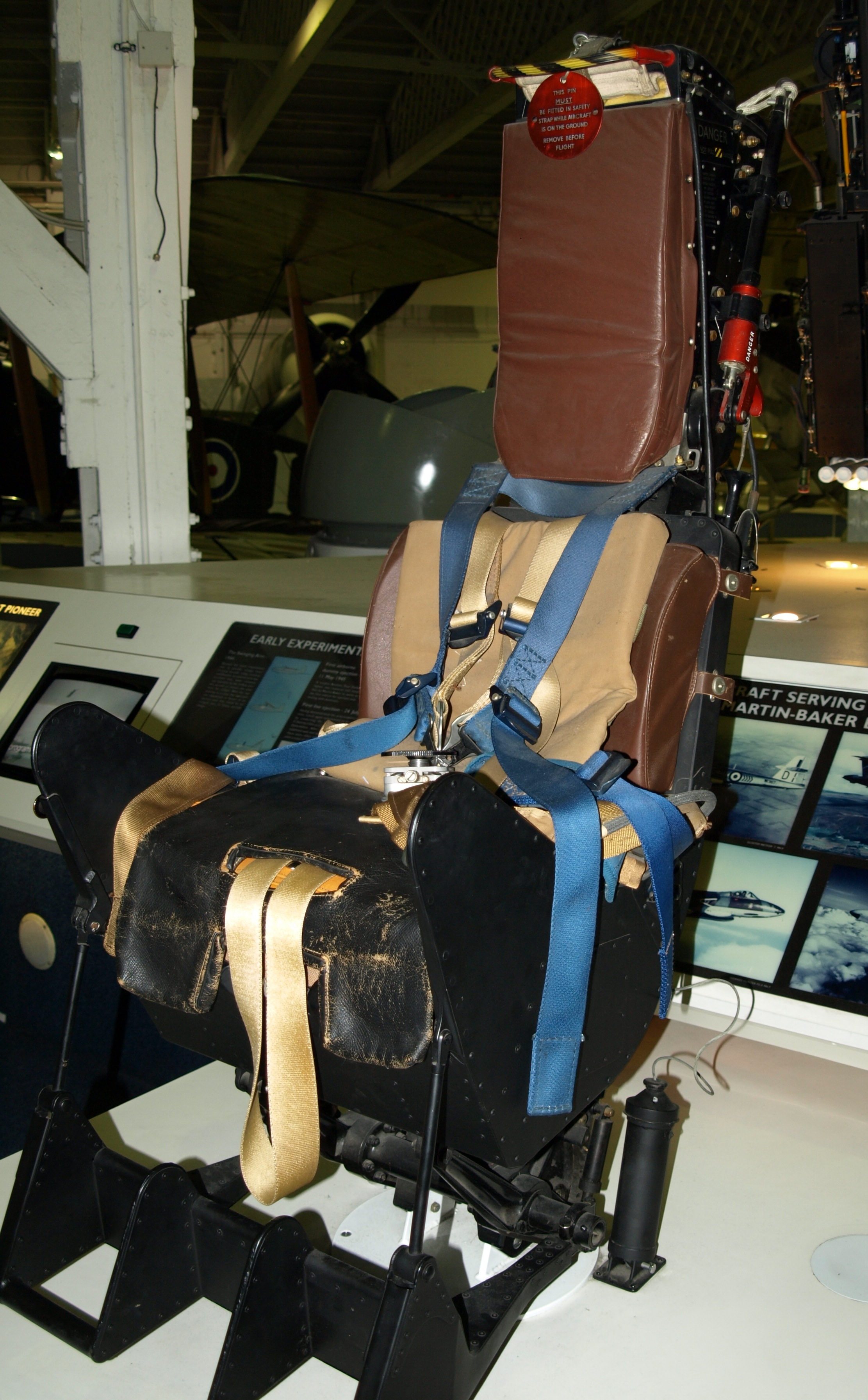
Fotel Martin-Baker Mk.1C

Firma Martin-Baker rozpoczęła prace nad fotelami wyrzucanymi w 1944 r. po katastrofie prototypu myśliwca Gloster Meteor. Postępowanie powypadkowe pozwoliło na stwierdzenie, że pilot, pomimo poprawnego opuszczenia samolotu, odniósł obrażenia uniemożliwiające mu samodzielne otwarcie spadochronu. 12 września 1945 firma Martin-Baker otrzymała kontrakt na budowę dla RAF fotela wyrzucanego do zastosowania w samolotach odrzutowych. Początkowo testowano rozwiązania oparte na sprężynach, wobec niewydolności tego rozwiązania zdecydowano się na zastosowanie ładunku prochowego, w postaci pironaboju, do wyrzucenia pilota z kokpitu oraz zmieniono konstrukcję fotela na bardziej osłaniającą ciało pilota. Od stycznia 1945 r. testy prowadzono ze stanowiska naziemnego, na podstawie doświadczeń i odczuć pilota testującego zmieniono konstrukcję mechanizmu miotającego na dwustopniową co pozwoliło zmniejszyć sumaryczne siły działające na kręgosłup człowieka. 8 czerwca 1946 r. odbyło się pierwsze wystrzelenie fotela z manekinem, 24 czerwca  manekin został wystrzelony podczas lotu z samolotu Defiant. 24 lipca z samolotu Gloster Meteor nad lotniskiem Chalgrove w hrabstwie Oxfordshire, na wysokości 2438 m i prędkości 515 km/h, został katapultowany Bernard Lynch. W konstrukcji wprowadzono modyfikacje, zmodyfikowana wersja została pomyślnie przetestowana przez Bernarda Lyncha 19 sierpnia 1947 r.
Został wdrożony do produkcji jako Martin-Baker Mk.1 i wdrożony na wyposażenie samolotów Royal Air Force i Fleet Air Arm. Pierwsze użycie, ratujące życie pilota, miało miejsce 30 maja 1949 r. John Oliver “Jo”  Lancaster wystrzelił się z prototypu Armstrong Whitworth A.W.52 (nr TS363). W trakcie eksploatacji fotel Martin-Baker Mk.1 uratował 69 pilotów.
Fotel Martin-Baker Mk.1 był instalowany w szeregu wczesnych samolotów odrzutowych, w tym: Gloster Meteor, English Electric Canberra, Hawker Hunter, Hawker Sea Hawk, Supermarine Attacker, Supermarine Swift, Westland Wyvern, Avro Canada CF-100 Canuck czy FMA IAe 33 Pulqui II.

## Konstrukcja
Konstrukcja obejmowała mechanizm napędzany dwustopniowym ładunkiem prochowym, który wyrzucał fotel z pilotem z kabiny. Fotel poruszał się po prowadnicach zamontowanych w konstrukcji samolotu, zapewniając stabilny tor lotu w czasie katapultowania. Był wyposażony w ręcznie uruchamiany spadochron, osłony ud oraz regulowane podnóżki, co miało na celu ochronę ciała pilota podczas gwałtownego wyrzutu. Fotel był przewidziany dla pilotów o masie ciała od 70 do 102 kg i wzroście mieszczącym się w przedziale od 5. do 95. percentyla. Umożliwiał katapultowanie przy prędkości przekraczającej ok. 740 km/h.  